# Combate da Ilha da Redenção
O Combate da Ilha da Redenção (também chamada de Banco de Itapiru, Banco Purutué, Ilha Carayá, Ilha de Carvalho, Ilha do Cabrita ou Ilha da Vitória) teve lugar no dia 10 de abril de 1866, durante a Guerra do Paraguai.
Quase no meio do Rio Paraná, fronteira ao forte de Itapiru, existia uma ilha — na verdade um banco de areia — coberta por vasto capinzal, que mais tarde seria denominada Ilha da Redenção, Ilha de Carvalho ou Ilha do Cabrita. O Exército brasileiro decidiu ocupar a ilha, importante pela sua posição em relação ao referido forte e ao acampamento inimigo, para servir de ponto de apoio contra os paraguaios. No dia 05 de abril de 1866, o Tenente-Coronel de engenheiros José Carlos de Carvalho recebeu ordens de embarcar uma bateria La Hitte de 12 e outra de 4 morteiros de 10 polegadas, além do material correspondente para cobri-las. A guarnição da ilha, composta das referidas baterias, de 100 praças do Batalhão de Engenheiros, e dos batalhões de infantaria 7º de Voluntários da Pátria e 14º de linha, era comandada pelo Tenente-coronel João Carlos Villagran Cabrita.
As 4 horas da madrugada de 10 de abril de 1866, uma força paraguaia desembarcou na ilha tentando desalojar as tropas brasileiras de sua posição. Foram entretanto rechaçados com grandes perdas e retiraram-se sob o fogo da esquadra brasileira, que, por sua vez, se viu forçada a retirar diante do fogo do Forte de Itapiru. 
O Coronel Villagran Cabrita foi morto por uma bomba disparada do Forte de Itapiru quando, a bordo de uma chata que continha munições para a guarnição da ilha, ditava a parte da vitória. Seu nome foi dado à ilha.

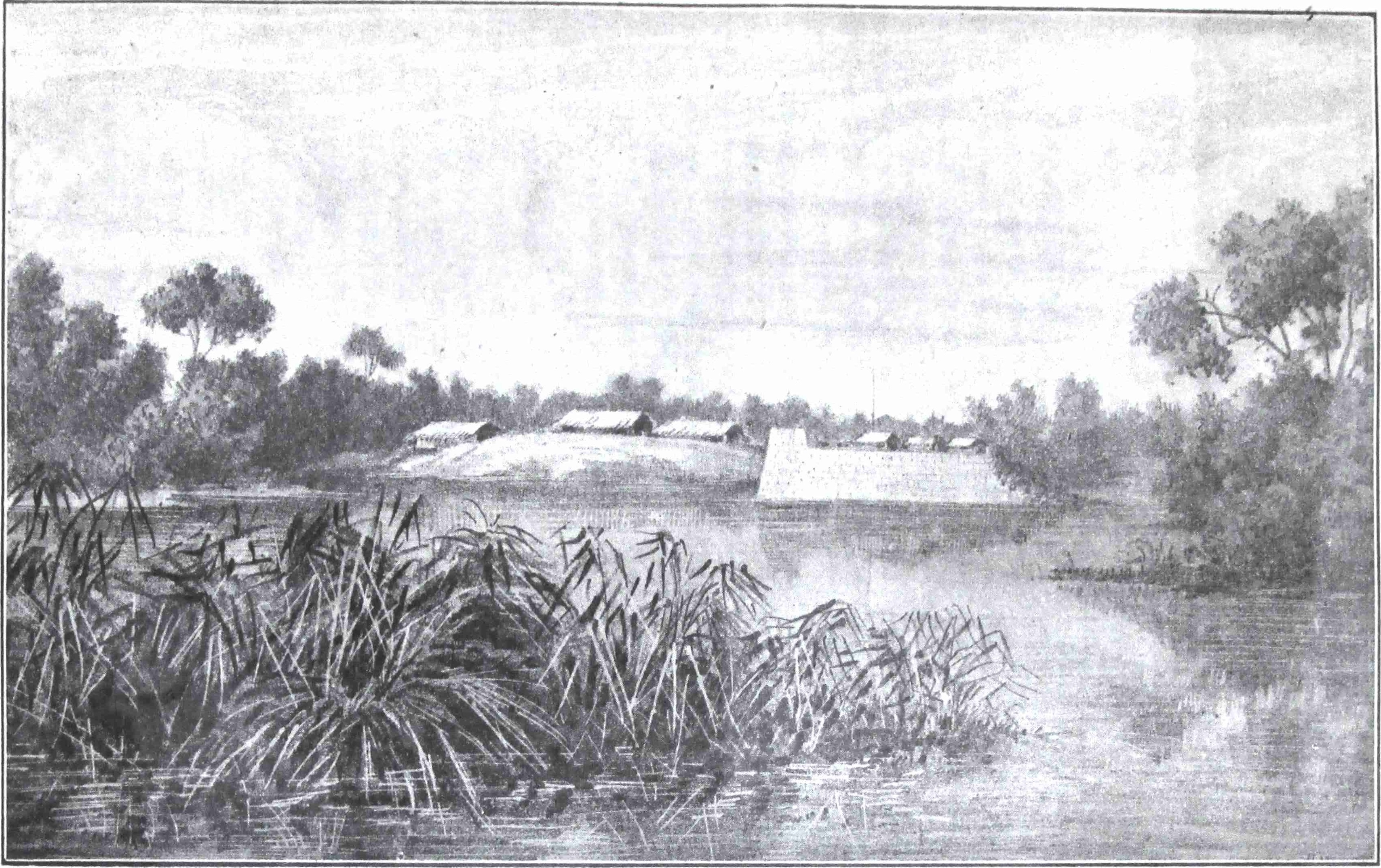
Vista da Fortaleza paraguaia de Itapirú, em Paso de la Patria.
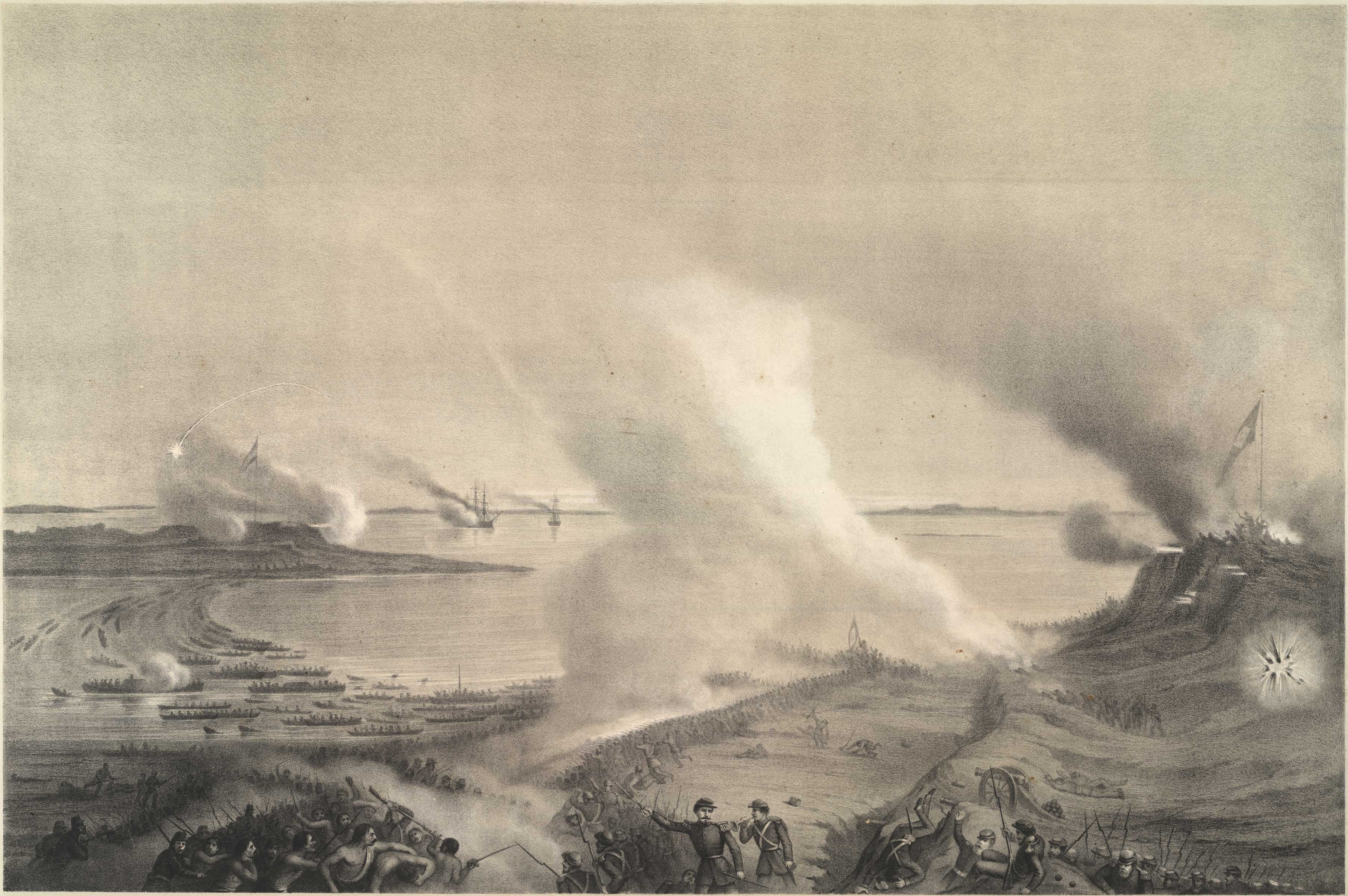
O ataque da Ilha da Redenção (litografia de A. de Pinho, segundo quadro de Pedro Américo).
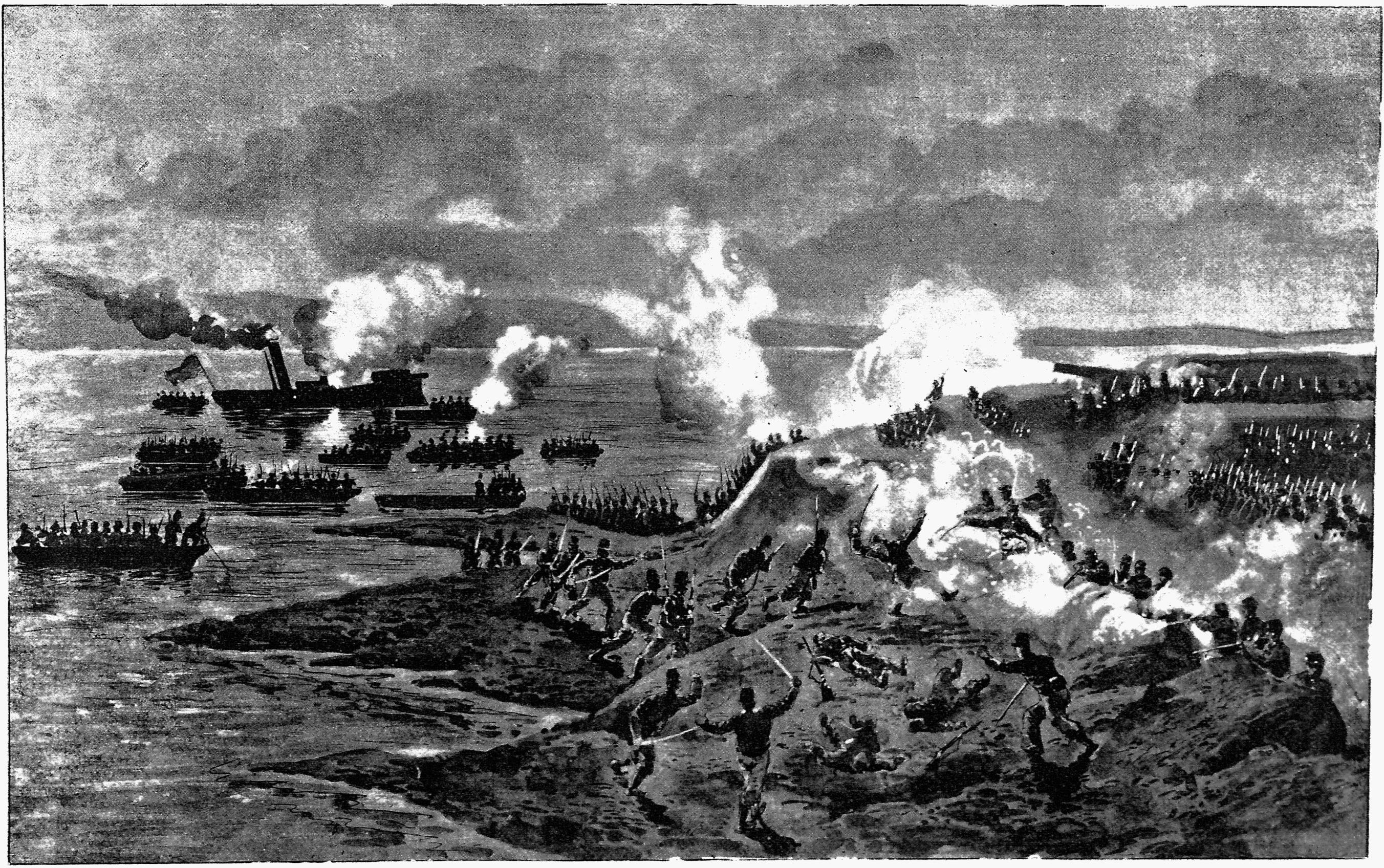
Ataque dos paraguaios à Ilha Carayá (depois Cabrita), guarnecida pelos brasileiros, na noite de 10 de abril de 1866.
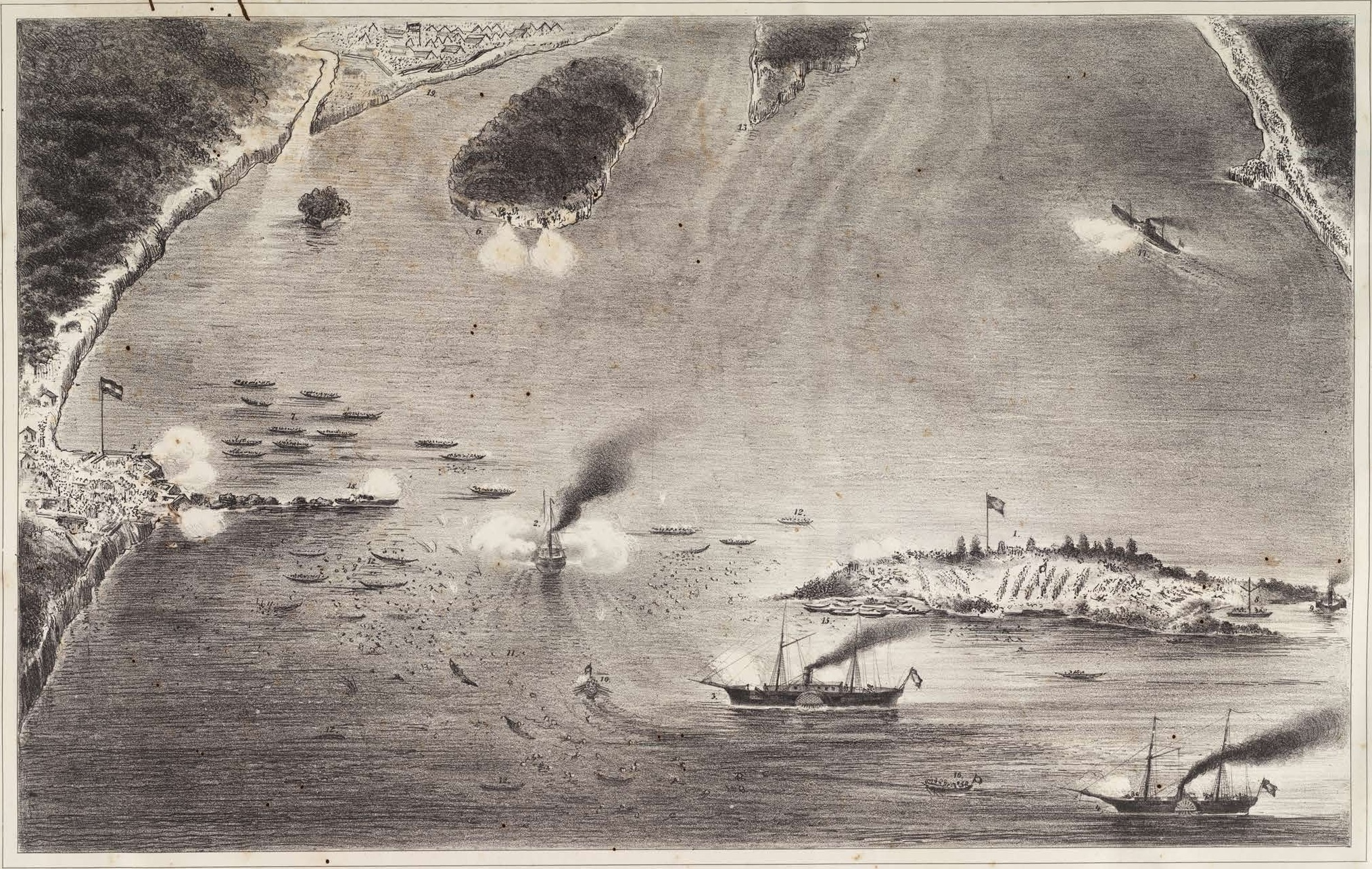
Ataque da Ilha do Carvalho e derrota dos paraguaios no dia 10 de abril de 1866.
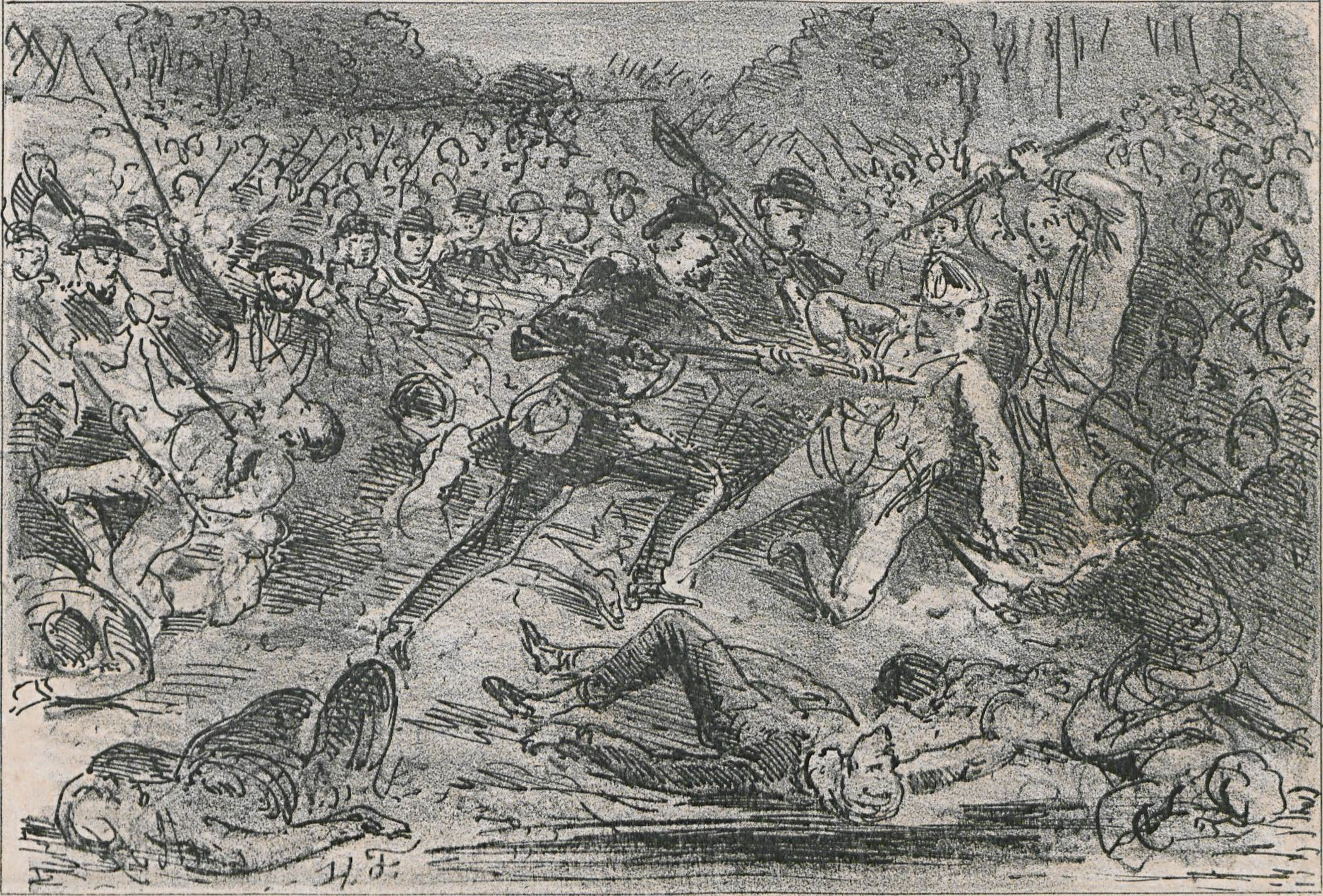
Episódio do combate na ilha do Carvalho (Semana Ilustrada, nº 283, 13/05/1866).